# 萨罗 (德国)
萨罗（德語：Sarow）是德国梅克伦堡-前波美拉尼亚州的市镇，隶属于梅克伦堡湖区县，总面积为33.61平方千米，截至2020年总人口为703人。